# Krottelbach
Krottelbach település Németországban, Rajna-vidék-Pfalz tartományban. Lakosainak száma 629 fő (2023. december 31.).

## Népesség
A település népességének változása:
| Lakosok száma | 763  | 672  | 663  | 636  | 646  | 629  |
|               | 1975 | 2017 | 2019 | 2021 | 2022 | 2023 |